# Non-Summit
 (septembre 2017).
Si vous disposez d'ouvrages ou d'articles de référence ou si vous connaissez des sites web de qualité traitant du thème abordé ici, merci de compléter l'article en donnant les références utiles à sa vérifiabilité et en les liant à la section « Notes et références ».
Non-Summit (hangul : 비정상회담) est un débat télévisé sud-coréen diffusé sur JTBC le 7 juillet 2014.

## Membres du casting
| Pays       | Hangul              | Nom               | Date de naissance |
| ---------- | ------------------- | ----------------- | ----------------- |
| États-Unis | 마크 테토           | Mark Tetto        | 1er mars 1980     |
| France     | 오헬리엉 루베르     | Aurélien Loubert  | 30 décembre 1981  |
| Canada     | 기욤 패트리         | Guillaume Patry   | 19 juin 1982      |
| Italie     | 알베르토 몬디       | Alberto Mondi     | 17 janvier 1984   |
| Pakistan   | 자히드 후세인       | Zahid Hussain     | 25 novembre 1988  |
| Chine      | 왕심린              | Wang Xinlin       | 13 octobre 1989   |
| Suisse     | 알렉스 맞추켈리     | Alex Mazzucchelli | 17 mai 1990       |
| Japon      | 오오기 히토시       | Ogi Hitoshi       | 6 avril 1992      |
| Allemagne  | 니클라스 클라분데   | Niklas Klabunde   | 3 août 1993       |
| Mexique    | 크리스티안 부르고스 | Christian Burgos  | 24 août 1993      |

## Anciens Membres du casting
| Pays       | Hangul          | Nom             | Date de naissance |
| ---------- | --------------- | --------------- | ----------------- |
| Belgique   | 줄리안 퀸타르트 | Julian Quintart | 24 août 1987      |
| France     | 로빈 데이아나   | Robin Deiana    | 18 juillet 1990   |
| États-Unis | 타일러 라쉬     | Tyler Rasch     | 6 mai 1988        |
| Guinée     | 샘 오취리       | Sam Okyere      | 21 avril 1991     |
| Chine      | 장위안          | Zhang Yu'an     | 4 mars 1984       |

## Épisodes
| #  | fois               | invité                        |
| 1  | 7 juillet 2014     | Jang Dong-min                 |
| 2  | 14 juillet 2014    | Jung So-ra, Lee Guk-joo       |
| 3  | 21 juillet 2014    | Shin Hae-chul                 |
| 4  | 28 juillet 2014    | Oh Nami, Soyou                |
| 5  | 4 août 2014        | Skull, HaHa                   |
| 6  | 11 août 2014       | Jo Seho                       |
| 7  | 18 août 2014       | Ahn Young Mi, Hong Seok-cheon |
| 8  | 25 août 2014       | Yook Joong-wan, Kang Joon-woo |
| 9  | 1er septembre 2014 | Kim Gura                      |
| 10 | 8 septembre 2014   | Sam Hammington                |
| 11 | 15 septembre 2014  | John Park                     |
| 12 | 22 septembre 2014  | Jo Kwon                       |
| 13 | 29 septembre 2014  | Yoo Sang-moo                  |
| 14 | 6 octobre 2014     | Lee Yoon-suk                  |
| 15 | 13 octobre 2014    | Park Ji-yoon                  |
| 16 | 20 octobre 2014    | Chang Kiha                    |
| 17 | 27 octobre 2014    | Kim Sung-kyun                 |
| 18 | 3 novembre 2014    | Gong Hyung-jin                |
| 19 | 10 novembre 2014   | Jang Yoon-ju                  |
| 20 | 17 novembre 2014   | Eunhyuk, Kyuhyun              |
| 21 | 24 novembre 2014   | Kim Bum-soo                   |
| 22 | 1er décembre 2014  | Bobby Kim, Sayuri Fujita      |
| 23 | 8 décembre 2014    | Kangin, Zhou Mi               |
| 24 | 15 décembre 2014   | Lee Sang-min                  |
| 25 | 22 décembre 2014   | Yoon Min-soo, Ryu Jae-hyun    |
| 26 | 29 décembre 2014   |                               |
| 27 | 5 janvier 2015     | Sean Noh                      |
| 28 | 12 janvier 2015    | Kim Kwan                      |
| 29 | 19 janvier 2015    | Park Chul-min                 |
| 30 | 26 janvier 2015    | Seo Jang-hoon                 |
| 31 | 2 février 2015     | Kang Yong-suk                 |
| 32 | 9 février 2015     | Kangnam                       |
| 33 | 16 février 2015    | James Hooper                  |
| 34 | 23 février 2015    | Kim Kwang-kyu                 |
| 35 | 2 mars 2015        | Moon Hee-joon                 |
| 36 | 9 mars 2015        | Yoon Do-hyun                  |
| 37 | 16 mars 2015       | Hong Jin-ho, Kang Kyun-sung   |
| 38 | 23 mars 2015       | Jo Young-nam                  |
| 39 | 30 mars 2015       | Kim So-yeon                   |
| 40 | 6 avril 2015       | Kim Tae-woo                   |
| 41 | 13 avril 2015      | Baek Ji-young                 |
| 42 | 20 avril 2015      | Kim Jun-hyun                  |
| 43 | 27 avril 2015      | Jang Jin                      |
| 44 | 4 mai 2015         | Huh Young-man                 |
| 45 | 11 mai 2015        | Song Eun-yi, Kim Sook         |
| 46 | 18 mai 2015        | Chin Jung-kwon                |
| 47 | 25 mai 2015        | Onew, Choi Min-ho             |
| 48 | 1er juin 2015      | Kim Young-chul                |
| 49 | 8 juin 2015        | Robert Holley                 |
| 50 | 15 juin 2015       | Jo Min-ki                     |
| 51 | 22 juin 2015       | Chin Jung-kwon                |
| 52 | 29 juin 2015       |                               |
| 53 | 6 juillet 2015     | Hwang Kwanghee                |
| 54 | 13 juillet 2015    | Hwang Seok-jeong              |
| 55 | 20 juillet 2015    | Im Won-hee, Son Ho-jun        |
| 56 | 27 juillet 2015    | Lee Hoon                      |
| 57 | 3 août 2015        | Choi Jin-ki                   |
| 58 | 10 août 2015       | Joon Park                     |
| 59 | 17 août 2015       | Hong Jin-kyung                |
| 60 | 24 août 2015       | Jeong Jun-ha                  |
| 61 | 31 août 2015       | Jang Do-yeon                  |
| 62 | 7 septembre 2015   | Heo Kyung-hwan                |
| 63 | 14 septembre 2015  | Yenny, Hyelim                 |
| 64 | 21 septembre 2015  | Beenzino                      |